# Generazione del '36
Viene indicata come la Generazione del '36 (altrimenti detta prima generazione del dopoguerra), quel gruppo di poeti spagnoli, così chiamata perché iniziarono a scrivere dalla guerra civile spagnola, tra il 1936 e il 1939. Legata ai temi della guerra, è caratterizzata da intimismo e da una profonda fede religiosa.

## Storia
Sono gli anni dell'autarchia, della divisione tra vincitori (il franchismo) e vinti (i repubblicani).
Soffrono le conseguenze della dura Spagna dell'autarchia e la divisione tra vincitori e vinti, la censura, la penurie, le miserie morali e materiali che imponeva la situazione. Sono gli anni in cui è in auge l'Esistenzialismo.
Ricardo Gullón fornisce l'elenco degli autori, come conoscitore diretto, perché proprio Gullón vi era incluso tra i suoi critici e prosatori. I criteri generazionali a cui fa riferimento non sono rigidi, fornendo però la lista più completa. Si prende in considerazione allo stesso tempo l'età, la dedizione alla letteratura, fissata nella data del 1936, segnalata come definitiva della generazione, la convivenza, la pubblicazione sulle stesse riviste, raccolte letterarie, diari e altre pubblicazioni, e la partecipazione alle esperienze dell'epoca a partire dagli stessi circoli di azione. 
I poeti della generazione, secondo questa classificazione, sarebbero: Miguel Hernández (1910-1942), Luis Rosales (1910-1992), Leopoldo Panero e Juan Panero, Luis Felipe Vivanco (1907-1975), Ildefonso-Manuel Gil, Germán Bleiberg (1915-1990), José Antonio Muñoz Rojas, José María Luelmo, Pedro Pérez Clotet, Rafael Duyos, Gabriel Celaya, Arturo Serrano Plaja, José Herrera Petere, Luis Rosales Camacho e, in una certa misura, Juan Gil-Albert.
Nel gruppo di prosatori figurerebbero: Enrique Azcoaga, José Antonio Maravall, Antonio Sánchez Barbudo, Ramón Faraldo, Eusebio García Luengo, María Zambrano, Antonio Rodríguez Moñino, José Ferrater Mora e lo stesso Ricardo Gullón. 
Tra i narratori, Camilo José Cela, Gonzalo Torrente Ballester e Miguel Delibes. Tra i drammaturghi, Antonio Buero Vallejo.
A questo nucleo centrale della generazione è necessario aggiungere i nomi di coloro che vi si aggregarono durante la guerra civile, o immediatamente dopo la sua fine, e che d'ora in avanti possono dirsi che figuravano idealmente uniti a quelli già menzionati, e quelli del Garcilasismo: Dionisio Ridruejo (1912-1975), José Luis Cano, Ramón de Garciasol, Pedro Laín Entralgo, Juan López Morillas, José Luis Aranguren, Julián Marías, Segundo Serrano Poncela, José Antonio Gaya Nuño, José Suárez Carreño, Jorge Campos, Ernesto Guerra da Cal e José Manuel Blecua.

### Gruppo di Burgos
Tra i nomi anzidetti figurano i maggiori intellettuali falangisti, formanti il cosiddetto "Grupo de Burgos" erano: Dionisio Ridruejo, Pedro Laín Entralgo, Luis Felipe Vivanco, Luis Rosales e gli scrittori Camilo José Cela e Gonzalo Torrente Ballester.

### I galiziani
Esiste anche una generazione del 1936 galiziana, formata da scrittori nati in quella regione tra il 1910 e 1930 e che iniziarono a pubblicare le loro opere nel periodo 1940-1960.
In un primo momento questi scrittori si consideravano eredi della generazione Nós del 1925, ma più avanti svilupparono i loro propri percorsi creativi.
Le loro principali influenze poetiche furono il Classicismo, l'Intimismo, il Ruralismo e l'Ilozoismo.
Il maggiore contributo dato alla letteratura galiziana fu la poesia socialrealista, ovvero poesia di carattere sociale il cui maggior rappresentante fu Celso Emilio Ferreiro.

### Icomprometidos
Di questa generazione fanno necessariamente parte anche coloro come Miguel Hernández, Max Aub, Juan Gil-Albert, Ramon Sender, María Zambrano, considerati con la vittoria franchista comprometidos, perché di militanza politica repubblicana o che conobbero la stagione dell'esilio. Alcuni di questi a volte aggregati, a torto, nella generazione del '27.

## Autori

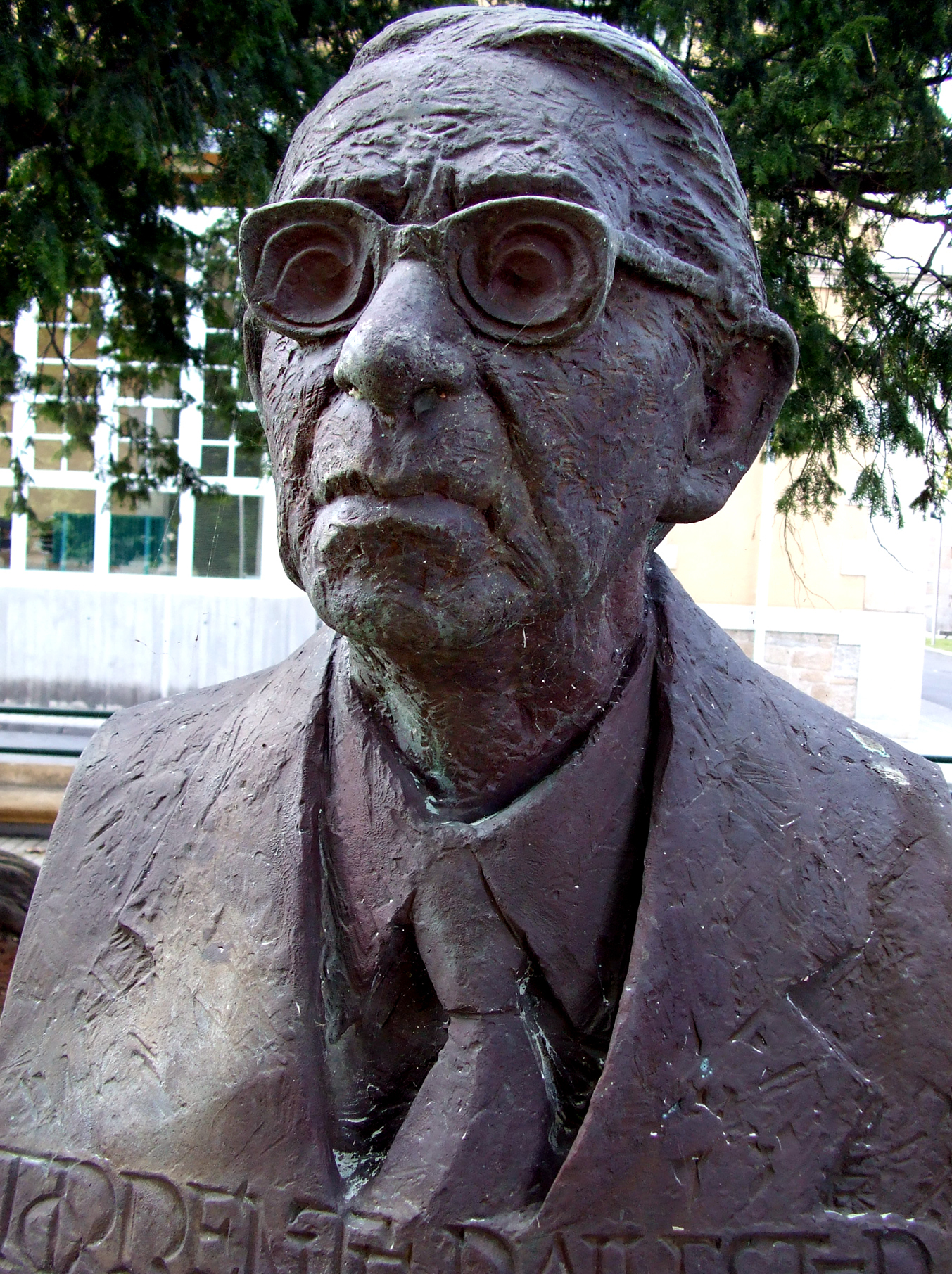
Busto di Gonzalo Torrente Ballester nella città natale, Ferrol (La Coruña)

- Antonio Buero Vallejo
- Antonio Rodríguez Moñino
- Antonio Sánchez Barbudo
- Arturo Serrano Plaja
- Camilo José Cela
- Dionisio Ridruejo
- Enrique Azcoaga
- Ernesto G. da Cal
- Ernesto Guerra da Cal
- Eusebio García Luengo
- Francisco Pino
- Francisco Ynduráin
- Luis Rosales Camacho
- Gabriel Celaya
- Germán Bleiberg
- Gonzalo Torrente Ballester
- Ildefonso-Manuel Gil
- Jorge Campos
- José Antonio Gaya Nuño
- José Antonio Maravall
- José Antonio Muñoz Rojas
- José Ferrater Mora
- José Herrera Petere
- José Luis Aranguren
- José Luis Cano
- José Manuel Blecua
- José María Luelmo
- José Suárez Carreño
- Juan Gil-Albert
- Juan López Morillas
- Juan Panero
- Julián Marías
- Leopoldo Panero
- Luis Felipe Vivanco
- Ramón Sijé
- Luis Rosales
- María Zambrano
- Miguel Delibes
- Miguel Hernández
- Pedro Laín Entralgo
- Pedro Pérez Clotet
- Rafael Duyos
- Ramón Faraldo
- Ramón de Garciasol
- Ricardo Gullón
- Segundo Serrano Poncela